# Royaume de Géorgie occidentale
Vous lisez un « bon article » labellisé en 2018.
1259–1330
1387–1392
1396–1401
1463–1484
Entités précédentes :
- Royaume de Géorgie (avant 1259)
- Duché de Samokalako (avant 1463)

Entités suivantes :
- Royaume de Géorgie (après 1330, 1392 et 1401)
- Royaume d'Iméréthie (après 1484)

Le royaume de Géorgie occidentale (en géorgien : დასავლეთ საქართველოს სამეფო, dasavlet' sak'art'velos samep'o) est un État caucasien du Moyen Âge tardif s'étendant à son apogée de la ville de Sotchi et le long des montagnes du Caucase au nord et des montagnes de Likhi à l'est, jusqu'à l'Anatolie au sud et la mer Noire à l'ouest. Constitué en tant que monarchie féodale, le royaume est créé par le roi géorgien David VI en 1259, en réponse à  l'occupation mongole du reste de la Géorgie. Au fil des décennies, le pays tombe dans le chaos et se transforme en fédération de principautés autonomes, telles que la Mingrélie, la Gourie, la Svanétie et l'Abkhazie.
À plusieurs reprises, la Géorgie occidentale est envahie et annexée par son homologue orientale, mais la dynastie des Bagrations d'Iméréthie maintient ses prétentions au trône de Koutaïssi et profite des évènements tragiques liés aux invasions étrangères pour reconquérir l'indépendance occidentale en 1389, 1396 et 1463. Le royaume sort vainqueur de la guerre du triumvirat de Géorgie en 1490, s'assurant un futur indépendant en tant que royaume d'Iméréthie jusqu'en 1810.
La communauté historique moderne considère le royaume de Géorgie occidentale comme un État perdu dans le chaos des conflits internes, résultant en une peuplade pauvre, une économie désastreuse et une division politique qui continuera à affaiblir son successeur jusqu'à la conquête russe du XIXe siècle.

## Géorgie occidentale ou Iméréthie?
La question du nom de l'État qui prend à plusieurs reprises la place du royaume de Géorgie entre 1259  et 1490 reste sans réponse concrète car à partir de la fin du XVe siècle, la Géorgie occidentale, s'étendant de la ville russe moderne de Sotchi au nord jusqu'à Trébizonde au sud et aux montagnes de Likhi à l'est, est reconnue par la classe politique géorgienne comme le royaume d'Iméréthie, une monarchie instable mais légitimée par une décision du conseil royal de Tbilissi en 1490, jusqu'à sa disparition en 1810. Toutefois, la chronologie de l'adoption de ce nom pour cet État n'est pas claire et il est possible que certains monarques avant 1490 se proclament « rois d'Iméréthie ».

Écrivant aux alentours de 1745, l'historien royal Vakhouchti Bagration décrit ainsi la nouvelle titulature supposée du premier roi indépendant de Géorgie occidentale, David Narinn (règne en 1259-1293) : 
« Narinn devient roi des Imères en 1259 de l'an du Christ (l'an géorgien 479). Depuis ce temps, David et ses successeurs se nomment rois des Imères et non plus des Abkhazes. »
Interprétant ce passage de la Description du royaume de Géorgie, nous pouvons comprendre que les premiers souverains de Géorgie occidentale se nommaient déjà rois d'Iméréthie, étant donné que la titulature traditionnelle des rois géorgiens inclut alors « roi des Abkhazes ». Toutefois, il est possible que ce passage soit un anachronisme et que ce changement de titulature n'arrive que bien après. En effet, lors de l'indépendance originale en 1259, David Narinn reste nommé David VI, son titre en tant que roi de Géorgie unie. Les historiens modernes, tel que l'ancien chef du département historique de l'université de Tbilissi Nodar Assatiani, parlent du royaume de Géorgie occidentale jusqu'au XVe siècle, pour démontrer que les souverains de cet État se considèrent comme une lignée de rois géorgiens qui protègent la nation géorgienne lors des invasions musulmanes. De son côté, l'historien français Marie-Félicité Brosset attribue la création du royaume d'Iméréthie au premier couronnement du roi Bagrat II en 1463.
De plus, il est intéressant de noter la titulature du roi Alexandre II, qui règne jusqu'en 1510. Celui-ci est nommé dans une charte datant de 1509 « Maître absolu, souverain et dominateur des Abkhazes, des Raniens et des Kakhétiens, des Chahanchah et Chirvanchah, et des Arméniens, de tout l'Orient et l'Occident, du sud et du nord, des deux trônes et royaumes de Likht-Imer et Likht-Amier », une série de titres attribués aux rois de Géorgie. Une autre charte, datant du règne du successeur d'Alexandre II, Bagrat III, le décrivant simplement comme « roi des Abkhazes et des Imères », une claire distinction entre les deux.
Il est probable que l'État en question demeure un royaume de Géorgie jusqu'en 1483, l'année où Alexandre II, qui est déjà couronné comme roi de Géorgie depuis 1478, organise un nouveau couronnement dans la capitale occidentale de Koutaïssi et proclame le début d'un nouveau calendrier royal.
Enfin, il est important de noter la différence entre le royaume de Géorgie occidentale, qui est l'État sécessionniste sujet de cet article, avec le bref contrôle de la Géorgie occidentale par le roi Démétrius III de Géorgie, qui est expulsé de Tbilissi par son frère et garde sa couronne de roi de Géorgie mais en ne contrôlant que l'ouest du pays, au XVe siècle.

## Histoire

### Soulèvement contre les Mongols et débuts

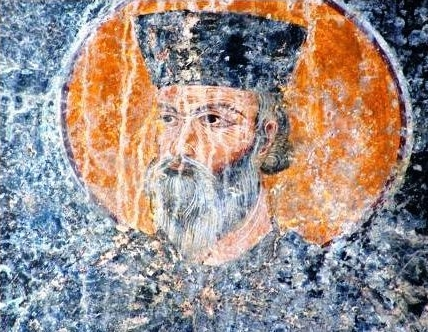
Peinture murale représentant David VI Narinn.

Depuis les années 1220, le royaume de Géorgie doit affronter les nombreuses invasions mongoles de Gengis Khan et de ses successeurs, les Ilkhanides. En 1245, le jeune David VI est reconnu roi de Géorgie par l'État mongol, qui offre le même titre à son cousin, David VII, en 1248, divisant effectivement le royaume géorgien entre les deux cousins. Ceux-ci règnent conjointement à travers le pays pendant près d'une décennie de contrôle mongol. Toutefois, les suzerains musulmans commencent à forcer de larges impositions sur les habitants du Caucase, menant à de nombreuses révoltes populaires, particulièrement au Chirvan.
En 1259, David VI, qui est surnommé Narinn (signifiant « cadet » en mongol) par les autorités ilkhanides, se rebelle à son tour contre son suzerain, sans pour autant entraîner son collègue royal dans la rébellion. L'empire ilkhanide met bientôt un terme à cette révolte après quelques courtes batailles sanglantes, tandis que David VI parvient à se réfugier en Géorgie occidentale lors d'un voyage secret qui le fait passer par l'Arménie. Arrivant à Koutaïssi, l'une des plus grandes villes de Géorgie occidentale, il déclare la sécession des domaines à l'ouest des montagnes du Likhi, se faisant proclamer roi de Géorgie occidentale par la noblesse locale.
La Géorgie occidentale devient alors un royaume indépendant, souhaitant préserver la culture géorgienne hors de la sphère d'influence du monde mongol. En effet, l'Ilkhanat est alors préoccupé par sa campagne militaire en Syrie contre certains États croisés et l'Égypte mamelouk et se contente d'augmenter les tributs imposés à la Géorgie orientale pour rectifier la différence de revenus à la suite de la perte d'une large portion des impôts venant de certaines des plus riches provinces géorgiennes.

Duché de Svanétie, un des domaines vassaux de la Géorgie occidentale, gardant la frontière nord du royaume.

Le royaume créé par David VI inclut, en effet, de nombreux duchés puissants contrôlant plusieurs ports de la mer Noire, notamment les duchés de Gourie, de Mingrélie et d'Abkhazie qui contiennent les villes de Batoumi, Poti et Sébastopol. Au nord, le royaume contrôle les duchés de Svanétie et Ratcha, contrôlant ainsi les montagnes du Caucase contre l'empire de la Horde d'Or. Cette situation permet au nouveau gouvernement de Koutaïssi de préserver d'importantes routes commerciales avec le monde occidental, notamment via les marchands génois basés en Abkhazie et l'empire grec de Trébizonde, menant à une large immigration de nobles et marchands géorgiens de Géorgie orientale. David VI parvient même à abriter et partage son trône avec son cousin, David VII Oulou lorsque celui-ci se révolte à son tour contre le joug mongol en 1261 ; cette entente ne reste qu'éphémère et les deux souverains n'arrivent pas à travailler ensemble pour protéger la Géorgie occidentale, menant au retour de David Oulou à Tbilissi dès 1262.
Tandis que la Géorgie orientale est contrainte de contribuer lourdement aux campagnes militaires des Ilkhanides, le gouvernement de Koutaïssi prospère temporairement. Cette situation autorise David VI à se protéger efficacement contre les mercenaires du rebelle mongol Teguder qui se réfugie en Géorgie occidentale en 1269 après avoir échoué dans sa révolte contre Abaqa Khan. À travers les années 1270, le royaume doit se défendre contre de nombreuses invasions mongoles, qui sont mises à terme après que David VI s'accorde à payer un tribut. Toutefois, ces guerres permettent au gouvernement central d'abolir le duché rebelle de Ratcha et de l'annexer aux territoires royaux en 1278.

### Guerre civile et première chute

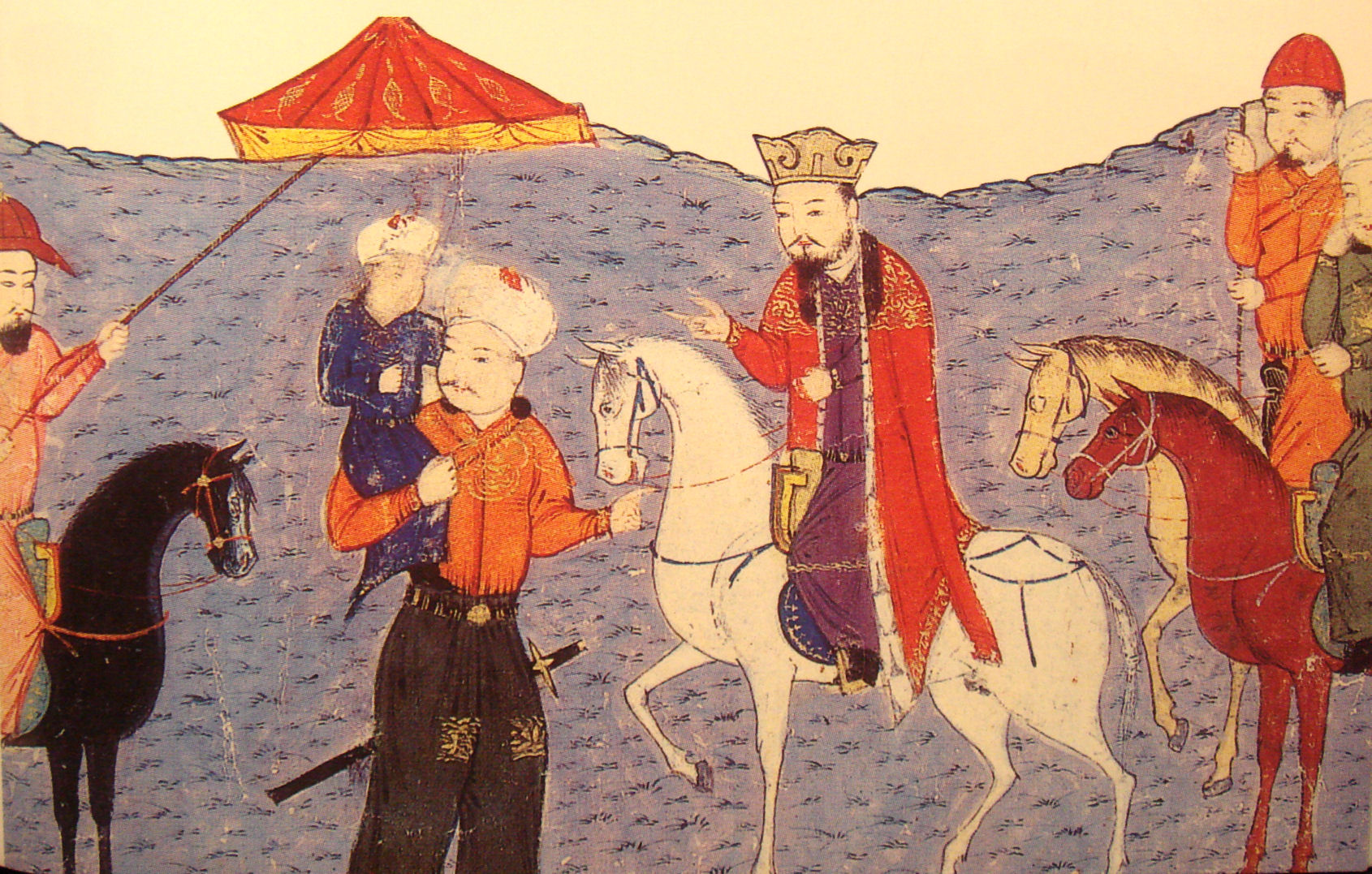
Le khan Abaqa couronne Vakhtang II comme roi de Géorgie en 1289 pour tenter d'annexer la Géorgie occidentale.

La bonne santé de la Géorgie occidentale ne dure guère longtemps. Dès 1285, Koutaïssi perd son contrôle sur l'empire de Trébizonde, qui aligne sa politique étrangère envers Constantinople malgré une tentative d'invasion pour détrôner l'empereur Jean II. En 1289, les autorités ilkhanides décident de réunifier la Géorgie pour contrôler l'ensemble de la nation et nomment Vakhtang II, fils aîné et prince héritier de David VI, comme roi de Géorgie orientale. Après l'échec de ce plan suivant la mort de Vakhtang II en 1292, David VI meurt à son tour, laissant le trône de son royaume à Constantin Ier en 1293.
La Géorgie occidentale tombe en pleine guerre civile lors de la révolte de Michel Bagration, frère cadet de Constantin Ier, qui parvient à dominer les régions orientales du royaume, dont l'Argveti, le Ratcha et le Letchkhoumi. Malgré de nombreuses tentatives de réconciliation par les féodaux de Koutaïssi, les deux frères ne se réconcilient plus et Michel se fait même couronner roi en opposition, avant d'obtenir la couronne après la mort de Constantin en 1327.
Ce chaos interne permet aux grands nobles de Géorgie occidentale de prendre le pouvoir et de se séparer de la couronne. En effet, la guerre permet aux ducs de Gourie, Mingrélie et Svanétie de lever leurs propres armées, signalant le début d'une division majeure dans la région jusqu'à l'invasion russe de 1810. Tandis que le roi Michel tente de réunifier l'armée, il n'y arrive guère et doit laisser son trône à son seul fils après sa mort en 1329, Bagrat Ier.

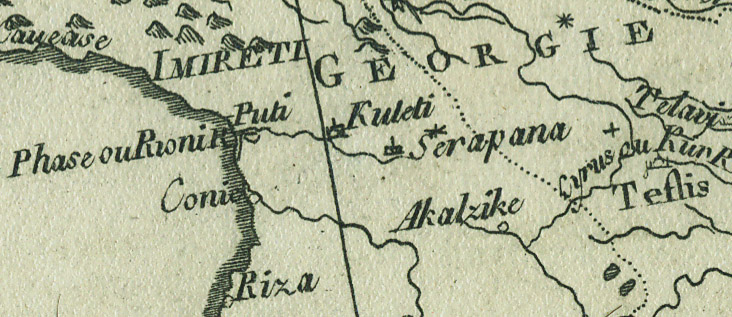
Ancienne carte de la Géorgie occidentale, montrant le Chorapani.

Bagrat, surnommé Mtsiré (signifiant « le Petit »), reste mineur lors de son accession au pouvoir et le manque de régent l'autorise à semer le chaos parmi les classes nobles de Géorgie occidentale. En 1330, Georges V de Géorgie, qui est en pleine campagne de solidification de la Géorgie après avoir expulsé les Mongols de ses domaines, profite du désordre à Koutaïssi et s'allie avec les puissants féodaux de la mer Noire pour assiéger Koutaïssi, capturer Bagrat Ier et annexer le royaume. Le royaume de Géorgie occidentale cesse d'exister après avoir été créé 71 ans auparavant, tandis que Bagrat Mtsiré reçoit en apanage un duché au Chorapani, une région frontalière entre l'Iméréthie et la Géorgie orientale.

### Première guerre d'indépendance

Représentation de Tamerlan ordonnant l'invasion de la Géorgie.

En 1372, Alexandre Bagration, fils du dernier roi Bagrat, hérite du duché de Chorapani et devient rapidement l'un des plus puissants nobles régionaux et garde ce statut jusqu'au début des tragiques évènements de la fin du siècle. En 1386, les troupes musulmanes de Tamerlan envahissent la Géorgie septentrionale, ravageant le pays, capturant Tbilissi en novembre et obligeant le roi Bagrat V à se convertir à l'islam, tandis que la cour royale s'exile en Iméréthie. Tamerlan confie une large armée mongole à Bagrat V pour assujettir les contrées lointaines du pays, y compris le duché de Chorapani mais doit envahir à nouveau le pays quand le roi géorgien trahit son suzerain et massacre cette armée.
Alexandre de Chorapani profite du chaos de la Géorgie orientale pour se proclamer roi de Géorgie occidentale et fait sécession en 1387, se faisant couronner Alexandre Ier au monastère de Ghélati. Cette proclamation devient largement conflictive et la ville de Koutaïssi reste dans les mains des loyalistes à Bagrat V, tandis que les duchés de Mingrélie, Svanétie, Abkhazie et Gourie refusent de reconnaître la souveraineté du nouveau monarque. Une guerre civile éclate, forçant Alexandre Ier à prendre de force certaines forteresses à travers l'Iméréthie, avant de mourir dès 1389.
Georges Ier succède alors aux prétentions de son frère et est à son tour couronné roi, continuant la guerre civile et réussit à conquérir plusieurs forteresses. En 1390, il parvient à placer son protégé, Arsène, en tant que Catholicos d'Abkhazie, la plus puissante figure religieuse de Géorgie occidentale, enclenchant le début du schisme religieux au sein de la communauté orthodoxe géorgienne entre Orient et Occident.
Toutefois, ce succès reste de courte durée car, en 1392, Georges Ier est tué lors d'une campagne militaire pour tenter de soumettre le duc de Mingrélie Vameq Dadiani. Sans successeur désigné, la couronne de Géorgie occidentale tombe de nouveau dans le chaos, ce qui autorise le roi Georges VII de Géorgie à s'unir avec les grands féodaux occidentaux et à envahir les territoires en rébellion. Après une courte existence de cinq ans, le royaume de Géorgie occidentale est à nouveau annexé par Tbilissi, tandis que les membres survivants de la famille rebelle se réfugient dans les montagnes de Ciscaucasie.

### Seconde guerre d'indépendance

Alexandre Ier de Géorgie donne au prince Démétrius le duché de Samokalako après avoir épousé sa sœur.

Pendant quatre ans, la province occidentale d'Iméréthie rentre dans les domaines de la couronne de Tbilissi, menant à une large mobilisation d'Imères dans les guerres de Georges VII de Géorgie contre Tamerlan. La région étant dépeuplée, les citadelles ayant perdu leur défense militaire et le duc de Mingrélie périssant en 1396, Constantin Bagration profite de la situation pour organiser une nouvelle révolte contre le gouvernement central. Constantin était le frère cadet des prétendants Alexandre Ier et Georges Ier et s'était exilé en Ossétie après la conquête de 1392.
Sans trop de résistance, le nouveau rebelle capture de nombreuses forteresses et se fait couronner Constantin II mais ne parvient pas à s'unir avec les grands féodaux de la région. Après avoir réclamé le vassalisation des ducs de Svanétie, Mingrélie et Gourie, il entre en guerre contre Mamia II de Mingrélie, mais périt lors de la bataille de Tchaliani en 1401. Son neveu, Démétrius Bagration, devient l'héritier de la couronne rebelle mais son jeune âge l'empêche de se défendre contre Georges VII de Géorgie, qui profite d'un cessez-le-feu temporaire avec Tamerlan pour envahir la Géorgie occidentale et mettre un terme une nouvelle fois au royaume séparatiste.
Voulant unir les branches orientale et occidentale de la dynastie royale des Bagration, Alexandre Ier de Géorgie épouse en 1415 la sœur de Démétrius, tandis que ce dernier se voit offrir de larges domaines en Géorgie occidentale qui deviennent le duché de Samokalako. Démétrius Bagration, qui a servi auparavant comme prince héritier des rebelles occidentaux, devient alors un proche allié du gouvernement central et donne sa fille en mariage au co-roi géorgien Démétrius III, qui règne avec son père et ses frères de 1433 à 1446. Lors du début de la guerre civile entre Georges VIII et Démétrius III de Géorgie, ce dernier utilise le pouvoir régional de son beau-père pour prendre le contrôle de la Géorgie occidentale, sans pour autant faire sécession vis-à-vis de Tbilissi, avant de mourir en 1453.

### Guerre du triumvirat géorgien et indépendance finale

Décret royal de Bagrat II.

En 1455, Bagrat Bagration, petit-fils maternel du duc Démétrius d'Iméréthie, hérite du duché et devient un vassal fidèle à la couronne géorgienne. Toutefois, il s'allie au début des années 1460 au prince géorgien Qvarqvaré II de Samtskhé, qui continue sa lutte dynastique contre le gouvernement central géorgien, et l'empereur iranien Uzun Hasan contre le royaume de Géorgie. Un affrontement majeur a lieu en août 1463 lors de la bataille de Tchikhori, durant laquelle les troupes loyales au roi Georges VIII de Géorgie sont vaincues par le Samtskhé et les soldats de Bagrat d'Iméréthie. Bagrat profite de sa victoire pour prendre Koutaïssi et se fait couronner roi de la Géorgie occidentale, recréant le royaume une quatrième fois.
En échange de leur soutien politique, le roi Bagrat reconnaît les souverains de Mingrélie, Abkhazie, Svanétie et Gourie comme princes, élevant leur statut au sein de la classe politique géorgienne. Grâce à cette alliance, le nouveau roi constitue une large armée qui envahit la province orientale de Karthli et capture Tbilissi en 1465, utilisant son nouveau territoire pour se faire couronner une nouvelle fois, cette fois-ci en tant que roi de Géorgie unie sous le nom de Bagrat VI, par le Catholicos de Géorgie, en échange de certains pots-de-vin. La situation sombre dans le chaos quand le prédécesseur à Bagrat, Georges VIII, parvient à s'échapper de sa prison à Koutaïssi et prend le contrôle de la région orientale de Kakhétie, déclarant l'indépendance de la province, tandis que Constantin Bagration, demi-frère de Bagrat, se rebelle et s'empare de la Géorgie septentrionale. Ce triumvirat de rois géorgiens cause une guerre civile qui dure jusqu'à la fin du siècle.

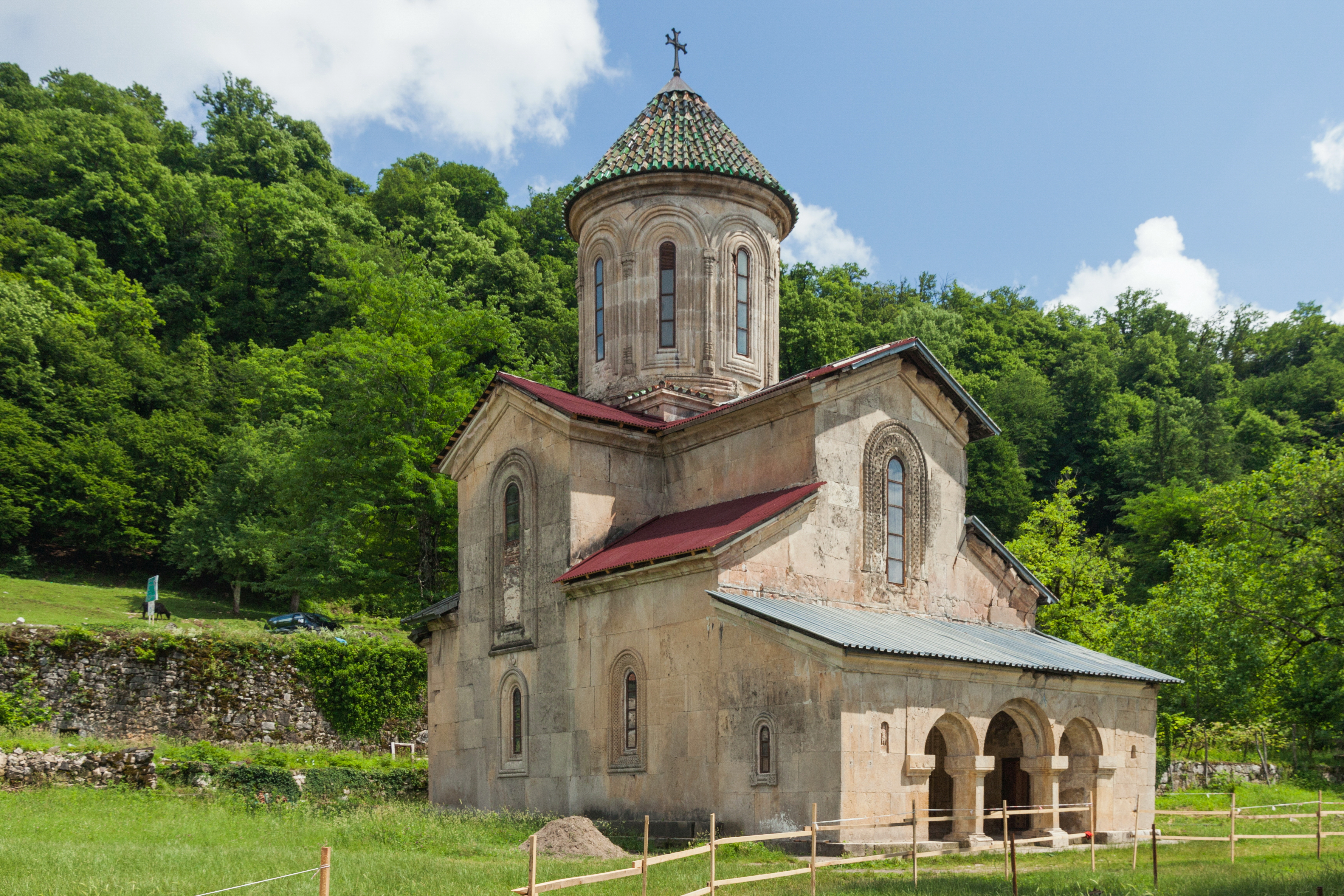
Le monastère de Ghélati devient le siège du Catholicossat d'Abkhazie à la suite de son indépendance sous Bagrat II.

Un semblant de paix s'installe en 1468, lorsque Bagrat VI s'accorde avec Constantin en Karthli. Mais cette paix ne fait que mener à une plus sévère division : à partir du début des années 1470, le roi reconnaît Constantin comme son successeur en Karthli, tandis qu'il désigne son fils aîné, Alexandre, comme prince héritier pour la Géorgie occidentale. De plus, Bagrat brise l'unité religieuse en nommant un nouveau patriarche pour la Géorgie occidentale, divisant le Catholicossat de Géorgie, un fait immédiatement reconnu par le patriarcat d'Antioche.
L'Iméréthie doit subir de nombreuses invasions des Turcomans pendant les années 1470 mais ceux-ci choisissent de ravager le Karthli encore plus, pillant Tbilissi à plusieurs reprises. Dans ce cadre de chaos interne et d'isolation extérieure, Bagrat VI meurt en 1478, laissant son trône occidental à son fils, qui devient Alexandre II. Toutefois, celui-ci ne parvient pas à se fait reconnaître comme souverain légitime de la Géorgie occidentale et doit faire face aux ambitions unificatrices de son oncle, Constantin II de Géorgie. Ce dernier envahit l'Iméréthie et prend Koutaïssi, forçant Alexandre à trouver refuge dans les montagnes du Letchkhoumi.
En 1483, Alexandre II profite d'une guerre entre Constantin et la principauté de Samtskhé pour reprendre possession de l'Iméréthie. C'est alors qu'il se fait couronner une nouvelle fois, au monastère de Ghélati, entamant un nouveau calendrier royal et abandonnant toute prétention à la couronne unie de Géorgie. Alexandre devient ainsi le premier roi d'Iméréthie, un royaume qui prend la place de la Géorgie occidentale et qui sera finalement reconnu par Tbilissi en 1490.

## Relations extérieures

### La Géorgie occidentale et les pouvoirs musulmans

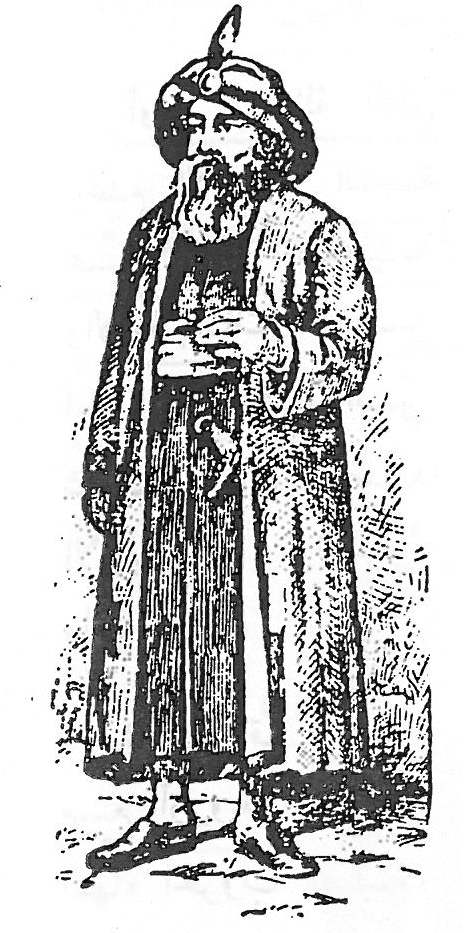
À deux reprises, la Géorgie occidentale envoie des ambassades auprès du sultan d'Égypte Baybars.

Malgré l'ancienne hostilité entre les États musulmans du Proche-Orient et la Géorgie, David VI Narinn entretient des rapports avec certains de ces voisins d'Anatolie, notamment pour forger des alliances contre l'empire ilkhanide de Perse. C'est ainsi que la Géorgie occidentale s'allie avec le sultanat de Roum, l'un des derniers États seldjoukides au XIIIe siècle. Lui-même fils d'un prince seldjoukide, le roi David offre sa sœur en mariage au sultan Kay Khusraw II puis au régent Pervâne après la mort de celui-ci. Toutefois, la fin du sultanat en 1307 et le chaos qui en résulte pour les principautés seldjoukides empêchent une forte collaboration entre les deux pays.
En 1264, la Géorgie occidentale envoie une ambassade auprès de Baybars, le sultan mamelouk d'Égypte, qui consacre son règne à se battre contre les Mongols. En 1268, une seconde ambassade est envoyée au Caire, mais aucun résultat de ces ambassades n'est connu à ce jour. Il est intéressant de noter que tandis que la Géorgie occidentale communique avec Le Caire, le royaume de Géorgie orientale rejoint les Mongols dans leur campagne contre les Mamelouks. Toutefois, la tombée du royaume dans la guerre civile puis son retour dans l'hégémonie de Tbilissi au début du XIVe siècle empêchent le développement de nouvelles relations avec les empires musulmans.

### Relations tendues avec le monde byzantin
Lors de la fondation du royaume de Géorgie occidentale, le monde byzantin sort d'un demi-siècle de chaos à la suite de la conquête de Constantinople par les forces croisées en 1204. Toutefois, après avoir restauré le pouvoir orthodoxe sur les territoires du Proche-Orient, l'Empire byzantin tente de trouver un allié chez les Géorgiens. À la suite de la prise de pouvoir de David VI, celui-ci prend comme épouse une princesse byzantine, descendante de la maison des Paléologue.
Mais les relations amicales entre les deux États s'arrêtent là. Aucune alliance matrimoniale entre Koutaïssi et Constantinople ne se réalise après la mort de David VI, tandis que les princes de Géorgie orientale continuent à s'allier à Byzance. C'est vers l'empire de Trébizonde que le gouvernement de Koutaïssi se tourne. En effet, dans les années 1280, l'empereur Jean II profite de la division géorgienne pour se retirer de la suzeraineté de son voisin au nord et cherche à s'allier directement à Constantinople qu'il visite en 1282. Pour rétablir sa domination, David VI envahit l'empire en avril 1282 et occupe de nombreuses provinces avant d'assiéger la capitale elle-même. Les troupes géorgiennes sont alors vaincues mais Koutaïssi parvient à annexer la partie orientale de l'empire.

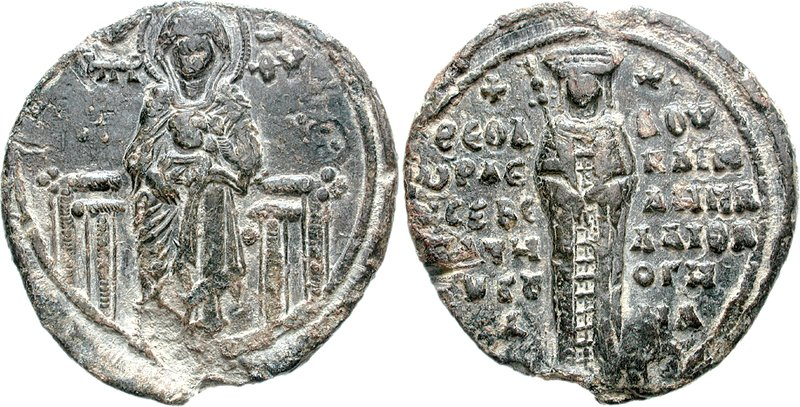
Monnaie représentant Théodora Paléologue, reine de Géorgie occidentale.

En 1284, la Géorgie occidentale finance et soutient un coup d'État par une certaine Théodora, fille de Manuel Ier de Trébizonde et possible nièce de David VI. Celle-ci devient impératrice pendant quelques mois, avant de perdre la guerre civile et de s'exiler en Géorgie. D'après l'historien Michael Kuršankis, ce coup d'État était organisé pour placer un gouvernement pro-géorgien et anti-mongol, un mouvement soutenu par une certaine partie de la noblesse locale. Les relations entre les deux États disparaissent peu après et Trébizonde continue à s'allier au royaume géorgien de Tbilissi.

## Une culture orthodoxe

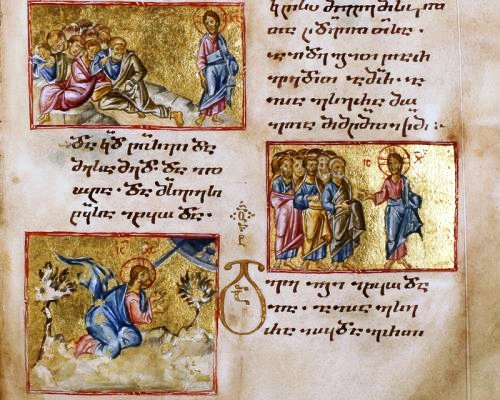
Les évangéliaires de Mokvi sont rédigés en 1300 par des moines géorgiens d'Abkhazie formés à Byzance.

La Géorgie est une nation orthodoxe depuis le IVe siècle et, depuis le règne de David IV de Géorgie (1089-1125), le Catholicossat de Géorgie observe un rôle majeur dans le développement politique du royaume. Comprenant la relation négative entre sa reconnaissance en tant que souverain occidental et l'unité de l'Église géorgienne, David VI parvient à créer le Catholicossat d'Abkhazie, basé au monastère de Ghélati, avec son propre patriarche aux alentours de 1290. Certains noms de patriarches occidentaux sont préservés, tels que Nicolas lors de la première proclamation du royaume, et Arsène et Daniel lors de la restauration de l'indépendance occidentale dans les années 1390.
Dans les années 1460, Bagrat II réussit à convaincre le Patriarche d'Antioche Michel IV de rédiger une déclaration spéciale reconnaissant l'identité et les origines uniques du christianisme en Géorgie occidentale. Ce document forme une fondation légale pour la recréation du Catholicossat d'Abkhazie, qui est alors reconnu à travers le monde orthodoxe.
Les guerres constantes affligeant la Géorgie occidentale empêchent la construction de nombreuses nouvelles églises. Toutefois, certains établissements sont fondés, notamment dans les principautés autonomes du pays. Ainsi, le monastère de Chemokmedi est créé entre la fin du XIIIe et le début du XIVe siècle par les princes de Gourie ; l'église de Likhni et la cathédrale de Bedia sont restaurées par les nobles géorgiens d'Abkhazie aux XIIIe et XIVe siècles. Il est possible que la cathédrale de Skhalta, en Adjarie, date de l'époque de David VI.
Le roi Constantin Ier fait construire le monastère d'Atchi en Gourie. Celui-ci se lance aussi dans un programme de renaissance religieuse et réussit à rétablir le contrôle de son royaume sur le monastère de la Croix, un établissement géorgien à Jérusalem transformé en mosquée par les occupants musulmans de la région, tandis qu'il est probablement à l'origine de la construction de l'église de Ienachi en Svanétie. Sous son règne, Constantin le Grand, ancien empereur romain canonisé et honoré par les églises orthodoxes, devient un saint patron de la Géorgie occidentale.
La littérature géorgienne entre en déclin, après un âge d'or au début du XIIIe siècle. Malgré cela, la culture byzantine influence largement les écrits religieux de la Géorgie occidentale indépendante, un fait largement reconnu dans les évangéliaires de Mokvi, une transcription médiévale réalisée dans la cathédrale de Mokvi par des moines géorgiens écrivant en nouskhouri (l'alphabet géorgien médiéval utilisé dans le cadre religieux) et formés à Byzance. Au XIVe siècle, les autorités mingréliennes envoient une ambassade à Constantinople pour en ramener des artistes grecs afin de repeindre la cathédrale de Tsalendjikha.

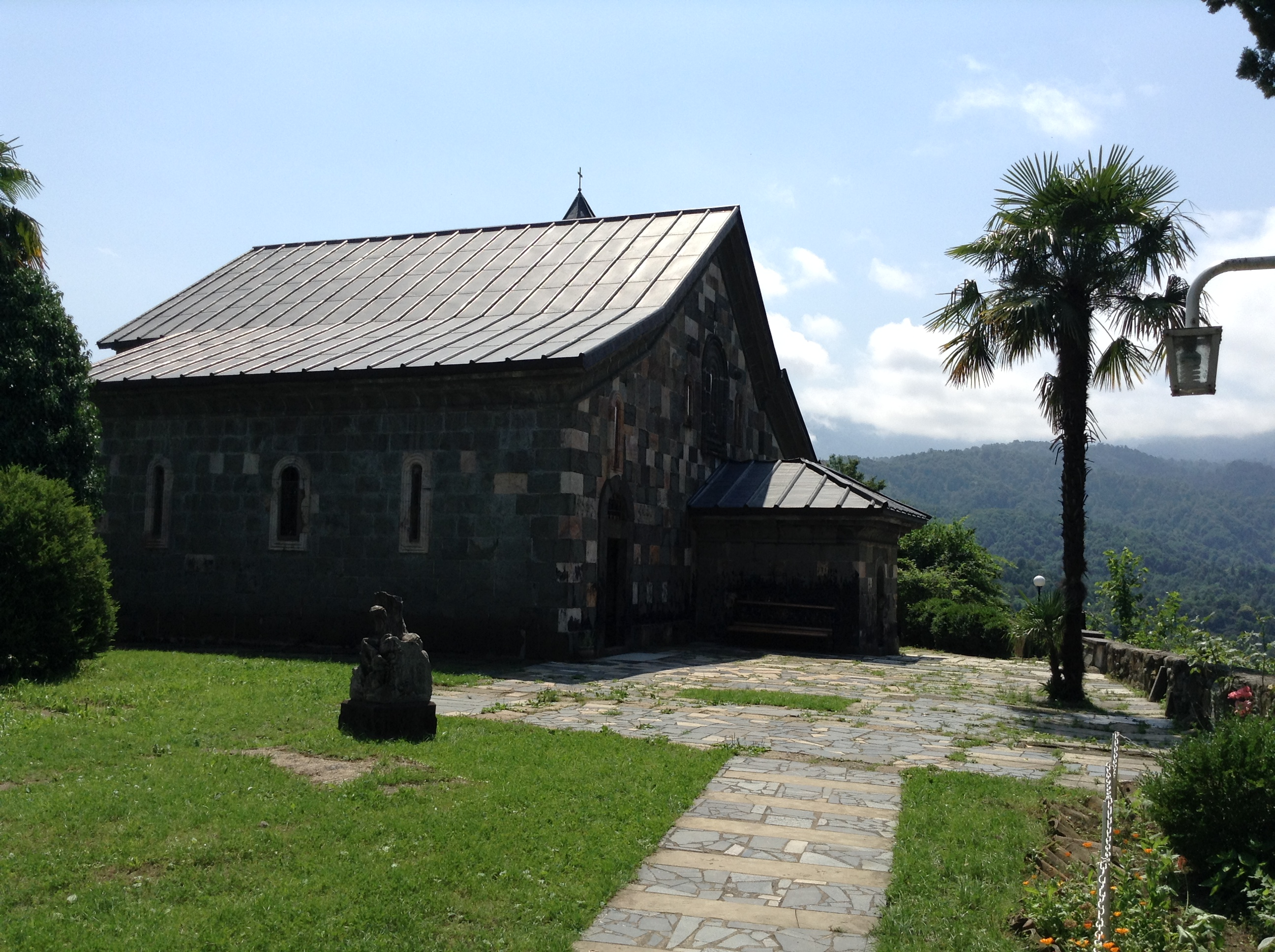
Cathédrale de Chemokmedi, en Gourie.
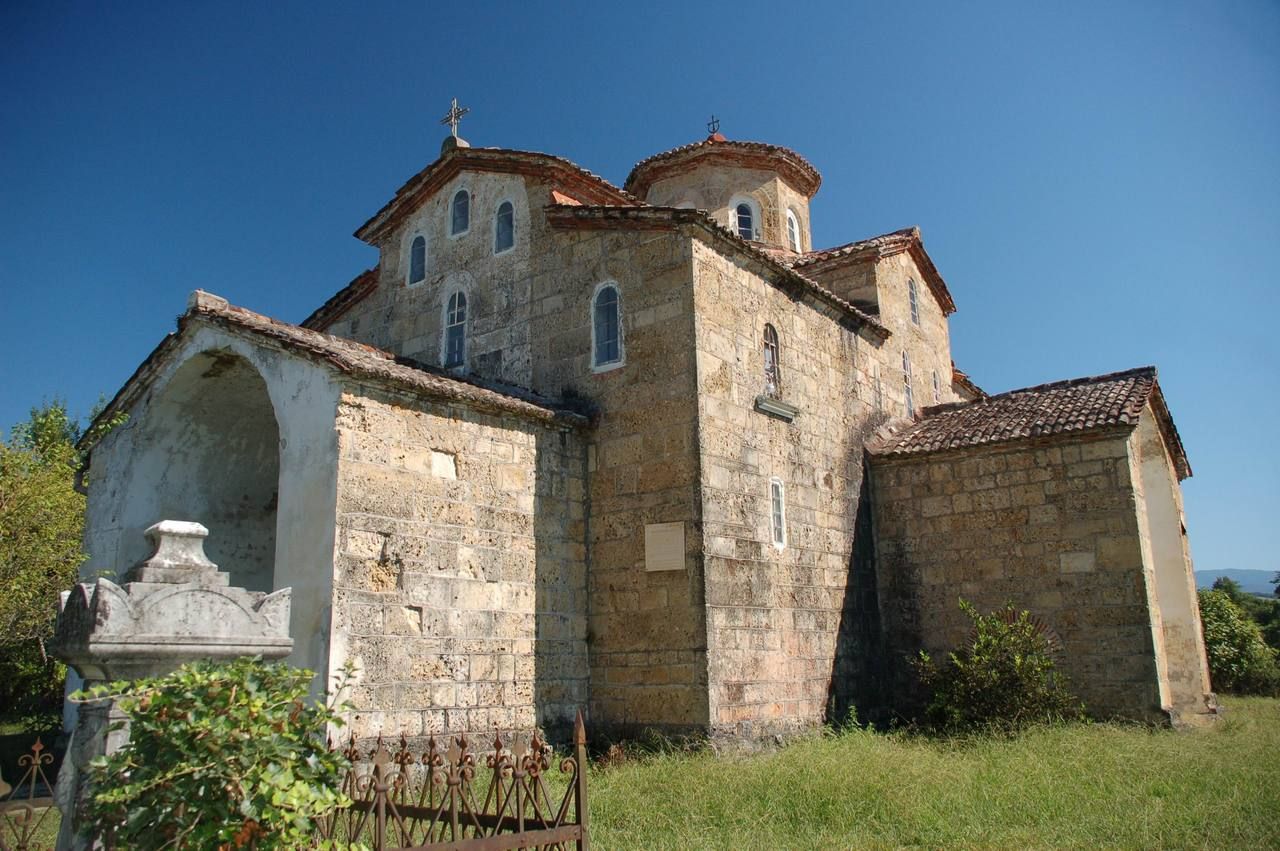
L'église de Likhni, en Abkhazie.
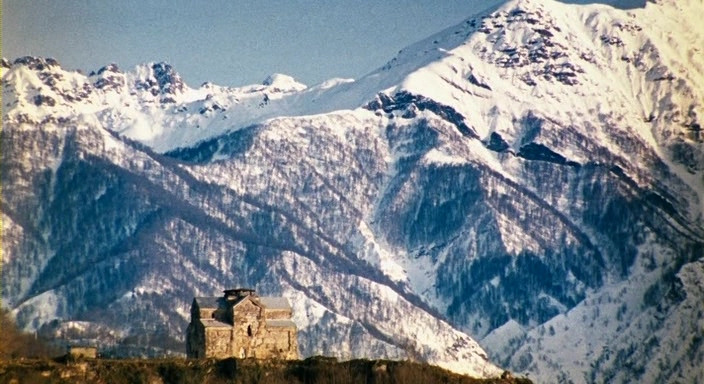
La cathédrale de Bedia, en Abkhazie.
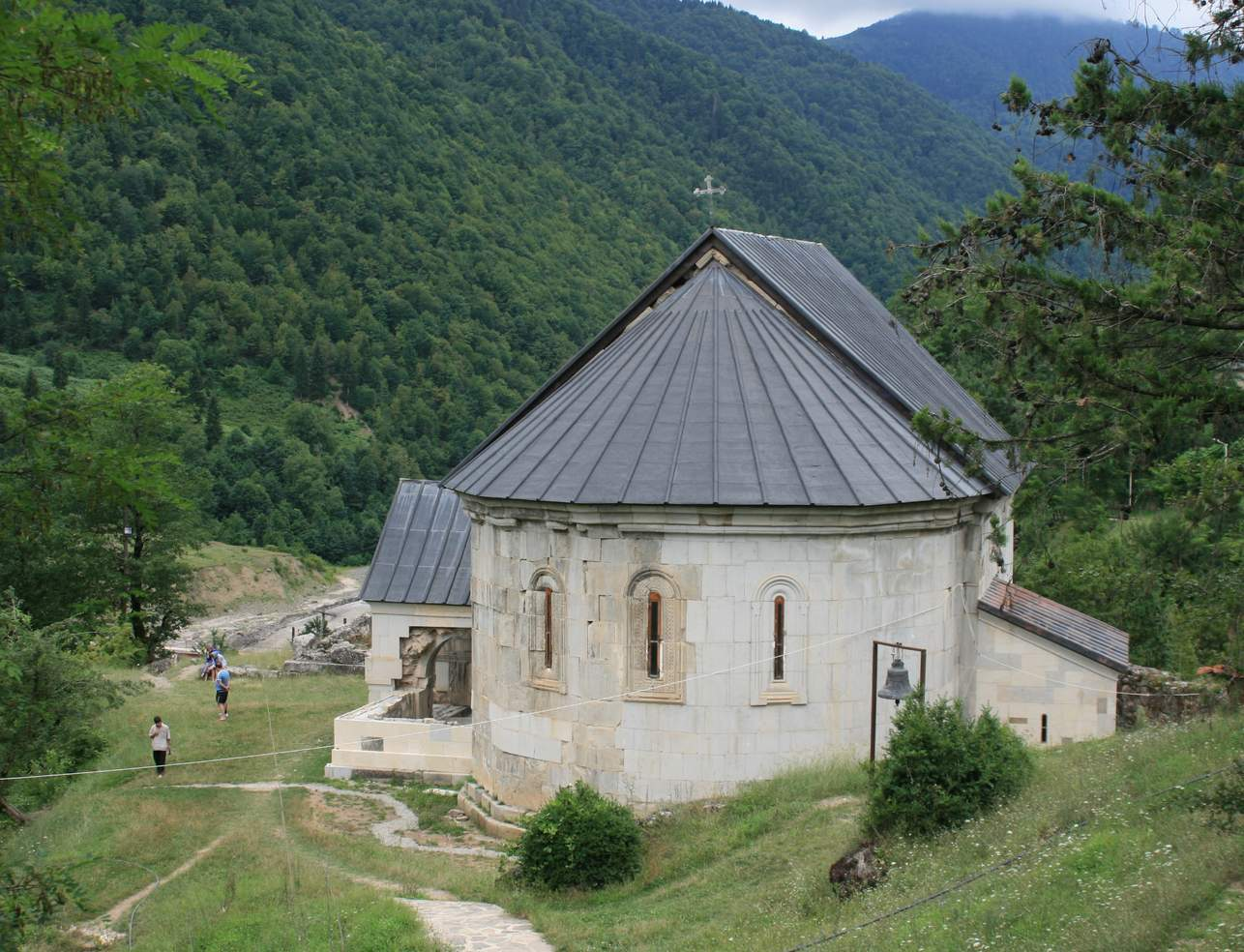
Cathédrale de Skhalta, en Adjarie.
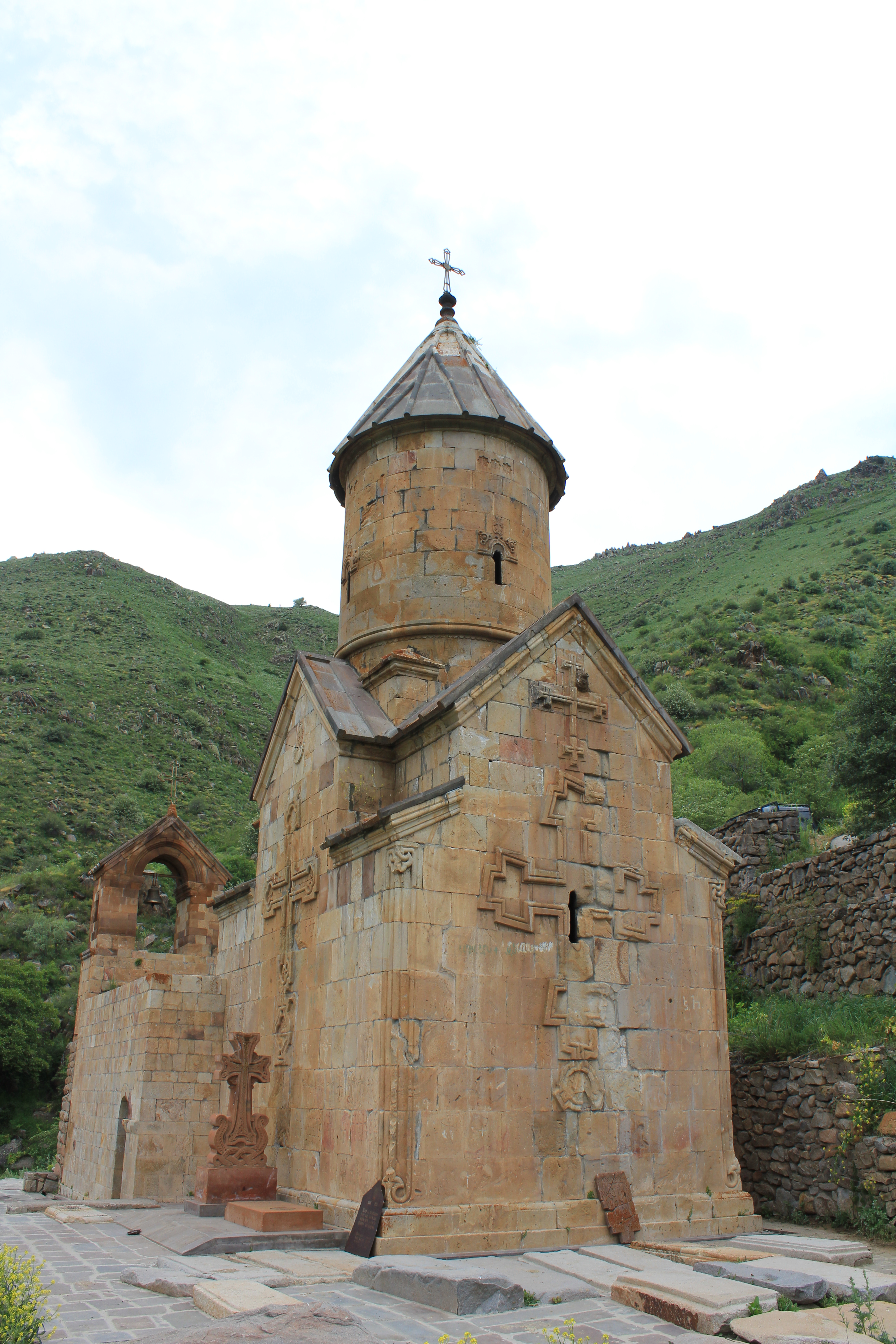
Monastère d'Atchi en Gourie.
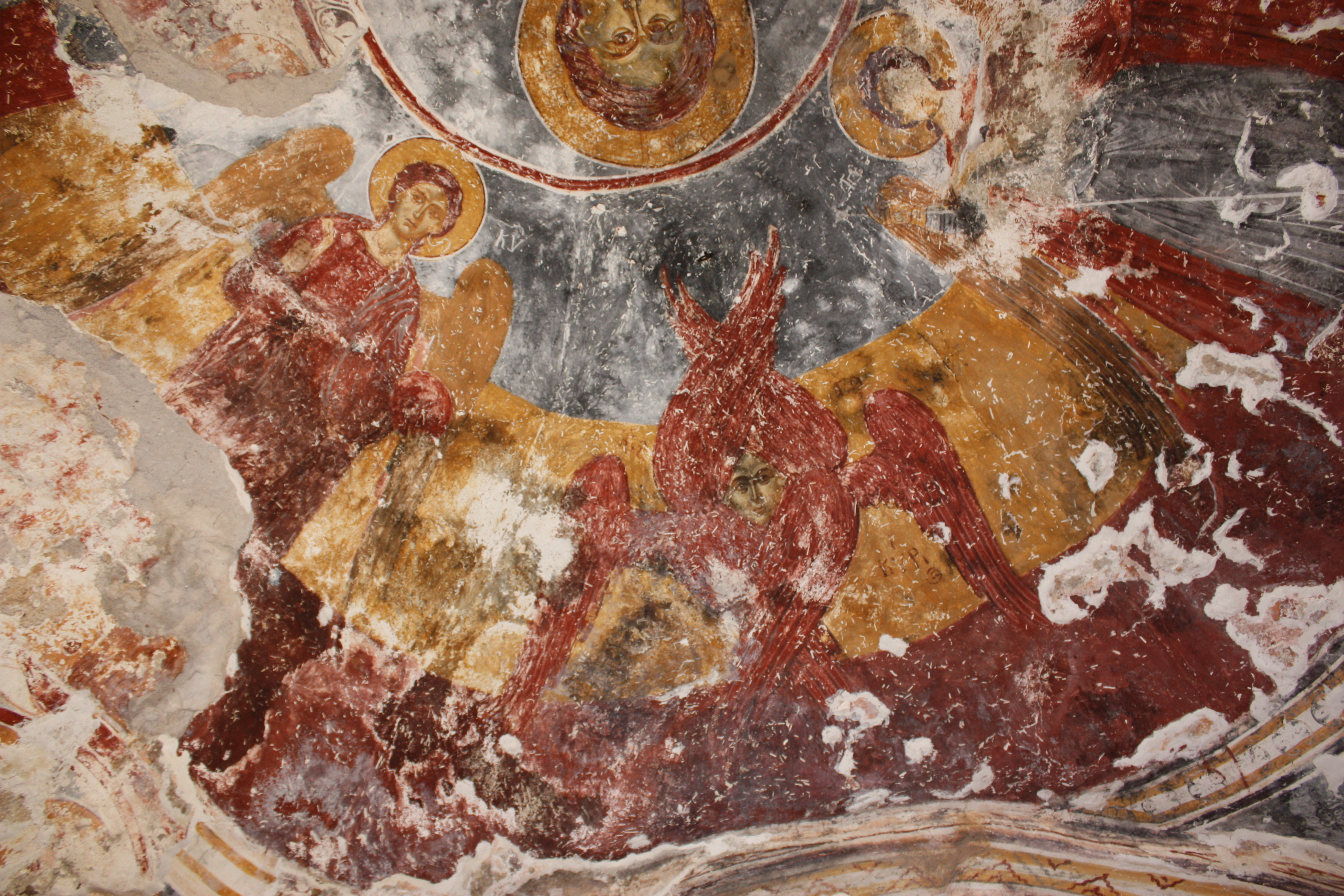
Fresques de la cathédrale de Tsalendjikha en Mingrélie.

## Conditions socio-économiques

Les pièces frappées par les rois de Géorgie occidentale sont de moins bonne qualité que celles de leurs prédécesseurs.

Étant donné la dévastation de la Géorgie orientale par les envahisseurs d'Asie centrale depuis les années 1220, la création d'un royaume indépendant et hors de la sphère d'influence de n'importe quel empire étranger dans la partie occidentale du pays est accueillie comme un nouvel espoir pour la nation. Tbilissi perd rapidement son statut de capitale culturelle du Caucase et les plus grands marchands de Géorgie choisissent d'émigrer sous la protection de David VI. Tbilissi tombe alors sous le contrôle de cartels mercantiles, tandis que les villes de Sébastopol et Koutaïssi prospèrent. Le commerce de la mer Noire devient un large atout, notamment grâce à l'établissement de ports européens en Abkhazie.
Mais cette situation reste temporaire. Après la chute du royaume dans le chaos au début du XIVe siècle, les conditions économiques et sociales ne font que se dégrader, tandis que les villes deviennent des champs de bataille. Ce changement est noté dès le début du siècle, lorsque des tensions ethniques et religieuses apparaissent entre Géorgiens d'Abkhazie et marchands génois de Sébastopol. À la suite des nombreuses guerres de la fin du XIVe siècle, l'économie occidentale s'effondre et de nombreux résidents citadins sont victimes de la peste ou des troupes de Tamerlan. Batoumi et Sébastopol, anciennement de puissantes villes sur la mer Noire, sont réduites à des citadelles. Koutaïssi, qui était la ville la plus puissante lors de la fondation du royaume en 1259, est décrite par des envoyés vénitiens dans les années 1460 comme « un petit village ». Le port de Poti disparaît et la majorité de la ville maritime est reprise par la nature au XVe siècle.

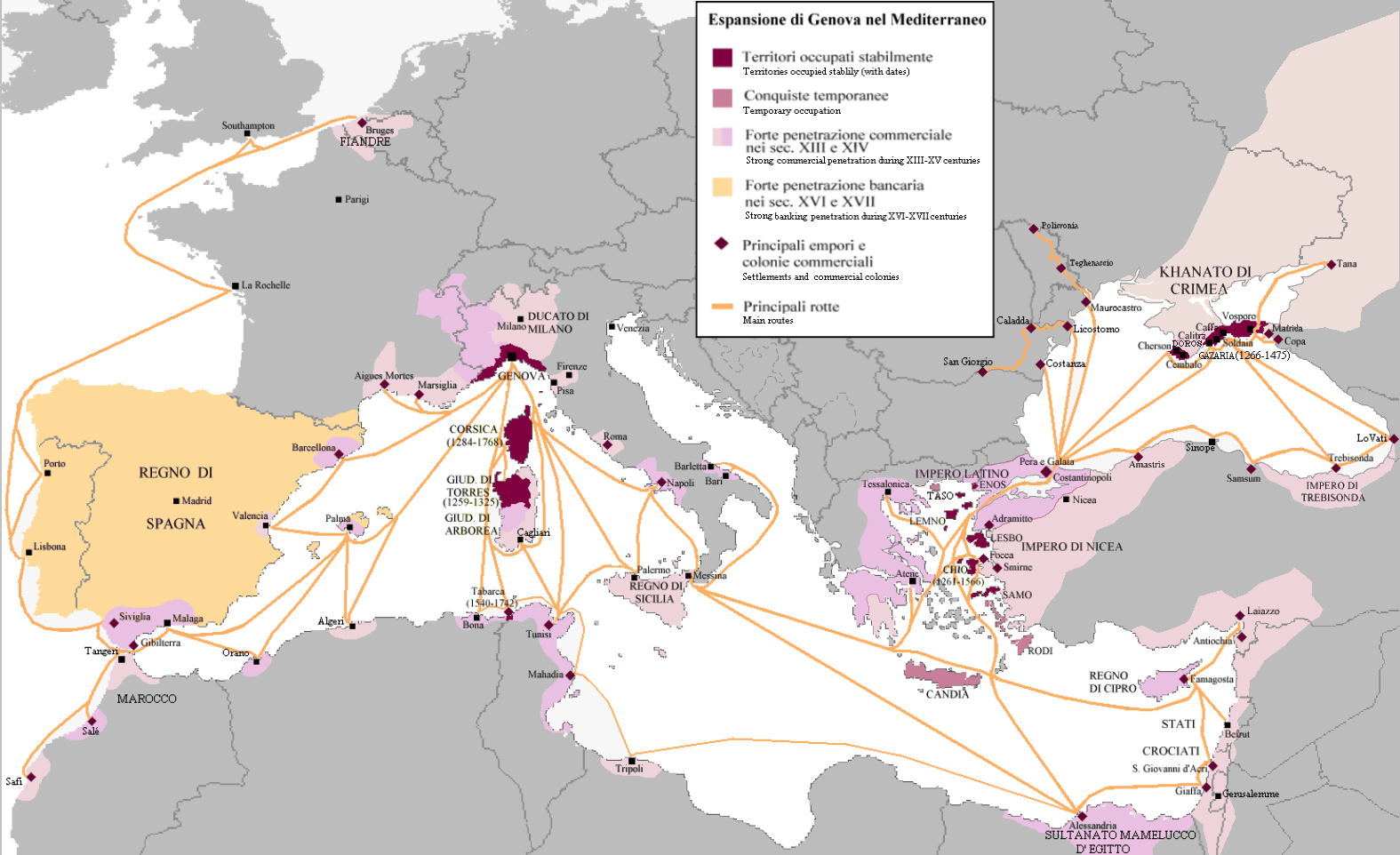
L'empire commercial de la république de Gênes s'étend sur la mer Noire mais a du mal à pénétrer en Géorgie occidentale à cause des tensions religieuses.

La monnaie utilisée perd rapidement de sa valeur et de sa qualité, comme le montrent les pièces frappées sous le règne de Bagrat II. Bientôt, le commerce dans certaines régions telles que la Gourie et la Mingrélie se réduit à la vente de cire, de miel et de vêtements en laine. Le régime culinaire en Iméréthie s’appauvrit aussi et les résidents ne se nourrissent que de millet, de poissons séchés et d'un vin décrit comme « mauvais » par les marchands italiens. Ces mêmes observateurs écrivent que les habits portés par les Imères sont faits d'orties et de chanvre. Le taux de criminalité est particulièrement élevé au XIVe siècle et certains membres du clergé forment même des bandes criminelles : un patriarche d'Antioche est assassiné en route vers l'Abkhazie.
Les rois géorgiens de Koutaïssi ne font guère pour améliorer la situation. Les impositions sur la succession des nobles et sur la paysannerie, le manque de protections légales pour les serfs et la corruption criminelle de certains souverains ne font qu'appauvrir la population. Bagrat II est notamment connu pour son mauvais traitement de dignitaires étrangers, confisquant souvent les propriétés de certains diplomates afin de financer ses campagnes militaires.

## Les souverains

### Liste des rois
- 1259-1293 : David VI Narin, roi de Géorgie
- 1293-1327 : Constantin Ier, son fils
- 1327-1329 : Michel, son frère
- 1329-1330 : Bagrat Ier Mtsiré, son fils

1330-1386 : Annexion à la Géorgie
- 1386-1389 : Alexandre Ier, fils de Bagrat Ier
- 1389-1392 : Georges Ier, son frère

1392-1396 : Annexion à la Géorgie
- 1396-1401 : Constantin II, fils de Bagrat Ier

1401-1463 : Annexion à la Géorgie
- 1463-1478 : Bagrat II, arrière petit-fils d'Alexandre Ier
- 1478-1483 : Alexandre II, son fils

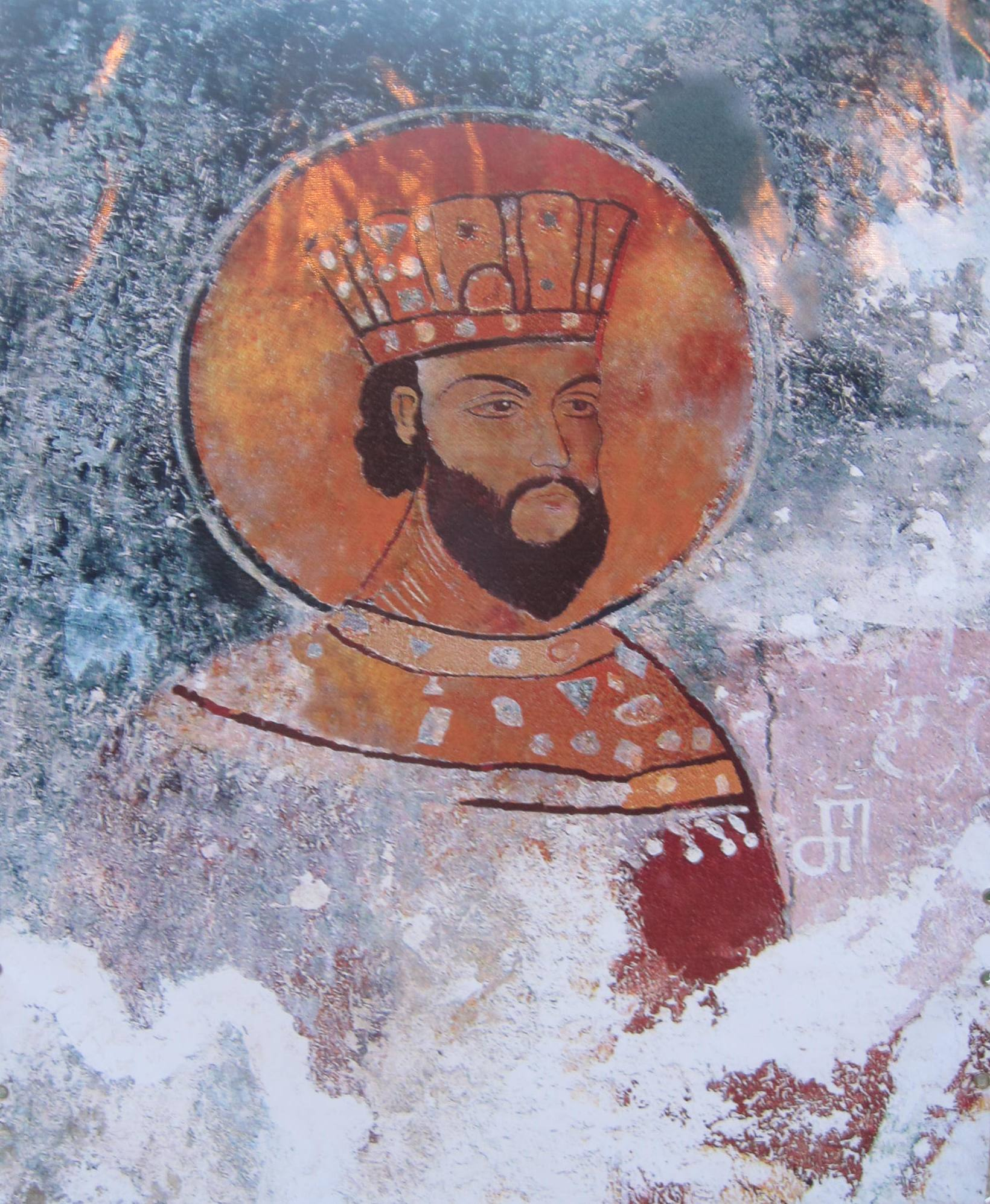
David VI Narinn (1259-1327).
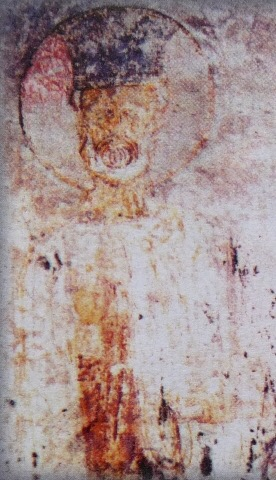
Constantin Ier (1293-1327).
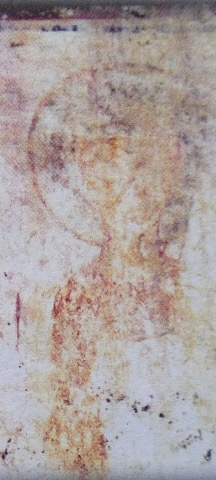
Michel (1327-1329).
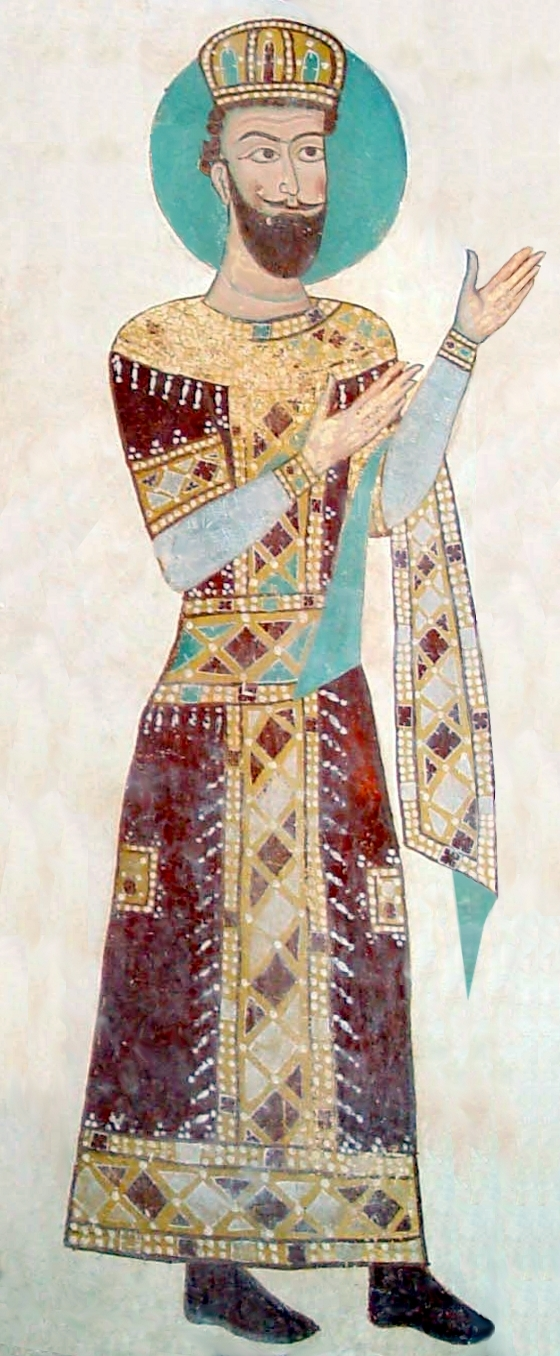
Alexandre II (1478-1483).

### Ouvrages
- Nodar Assatiani et Alexandre Bendianachvili, Histoire de la Géorgie, Paris, l'Harmattan, 1997, 335 p. [détail des éditions] (ISBN 2-7384-6186-7, présentation en ligne)
- (ka) Nodar Assatiani et Givi Djambouria, Histoire de la Géorgie, t. II, Tbilissi, Éditions des universités, 2008, 419 p. (ISBN 978-9941-13-004-5)
- (en) Nodar Assatiani et Otar Djanelidze, History of Georgia, Tbilissi, Publishing House Petite, 2009, 488 p. [détail des éditions] (ISBN 978-9941-9063-6-7)
- Marie-Félicité Brosset, Histoire de la Géorgie, depuis l'Antiquité jusqu'au XIXe siècle - 1re partie, Saint-Pétersbourg, Imprimerie de l'Académie impériale des Sciences, 1849, 694 p. (lire en ligne)
- Marie-Félicité Brosset, Histoire de la Géorgie depuis l'Antiquité jusqu'au XIXe siècle, Histoire moderne, St-Pétersbourg, Imprimerie de l'Académie impériale des sciences, 1856 (ISBN 978-0-543-94480-1), partie II
- Marie-Félicité Brosset, Rapports sur un voyage archéologique dans la Géorgie et dans l'Arménie, exécuté en 1847-1848 sous les auspices du Prince Vorontzof, Lieutenant du Caucase, Saint-Pétersbourg, Imprimerie de l'Académie impériale des Sciences, 1851, 373 p.
- (en) Donald Rayfield, Edge of Empires, a History of Georgia, Londres, Reaktion Books, 2012, 482 p. (ISBN 978-1-78023-070-2, lire en ligne), p. 164
- Kalistrat Salia, Histoire de la nation géorgienne, Paris, Édition Nino Salia, 1980, 551 p.
- Frédéric Dubois de Montpéreux, Voyage autour du Caucase, chez les Tcherkesses et les Abkhazes, en Colchide, en Géorgie, en Arménie et en Crimée, Volume 1, Soukhoumi, Adegi Graphics LLC, 1er janvier 1999, 469 p. (ISBN 1-4212-4702-X)
- Cyrille Toumanoff, Les dynasties de la Caucasie chrétienne de l'Antiquité jusqu'au xixe siècle : Tables généalogiques et chronologiques, Rome, 1990
- (en) George Finlay, The History of Greece and Empire of Trebizond (1204-1461), Édimbourg, William Blackwood, 1851, p. 401-402
- Michel Kuršanskis, « L'usurpation de Théodora Grande Comnène », Revue des études byzantines,‎ 1975, p. 187-210 (www.persee.fr/doc/rebyz_0766-5598_1975_num_33_1_2030)
- (ka) Guela Gamkrelidzé, Davit Mindorachvili, Zourab Bragvadzé et Mariné Kvatchadzé, Ქართლის ცხოვრების ტოპოარქეოლოგიური ლექსიკონი (Dictionnaire topoarchéologique des Chroniques géorgiennes), Tbilissi, Musée national géorgien,‎ 2013, 740 p. (ISBN 978-9941-15-896-4, lire en ligne)
- (ka + en) Irakli Guelenava, Cultural Heritage in Abkhazia, Tbilissi, Meridiani, 2015, 96 p. (lire en ligne)